# Thomas Bührer
Thomas Bührer, född den 30 januari 1968, är en schweizisk orienterare som blivit världsmästare fyra gånger och europeisk mästare en gång.